# Boubacar Kamara
Boubacar Kamara (Marsiglia, 23 novembre 1999) è un calciatore francese di origine senegalese, difensore o centrocampista dell'Aston Villa.

## Caratteristiche tecniche
Nasce difensore centrale, fa del senso dell'anticipo e dell'intelligenza tattica i suoi punti di forza, abile nell'impostazione dal basso nella costruzione del gioco dalla difesa; dall'arrivo del portoghese André Villas Boas ha iniziato a giocare come mediano davanti alla difesa data la sua ottima impostazione abbinata a rapidità di pensiero e buone capacità difensive.

## Carriera

### Club
Cresciuto nelle giovanili dell'Olympique Marsiglia, ha esordito in prima squadra il 14 settembre 2017 in un match di UEFA Europa League vinto 1-0 contro il Konyaspor.
Rimasto svincolato dal club marsigliese, il 24 maggio 2022 firma un contratto quinquennale con l'Aston Villa.

### Nazionale
Il 6 giugno 2022 esordisce in nazionale maggiore nella sfida pareggiata per 1-1 in Nations League contro la Croazia.

## Statistiche

### Presenze e reti nei club
Statistiche aggiornate al 13 ottobre 2023.
| Stagione              | Squadra               | Campionato            | Campionato | Campionato | Coppe nazionali | Coppe nazionali | Coppe nazionali | Coppe continentali | Coppe continentali | Coppe continentali | Altre coppe | Altre coppe | Altre coppe | Totale | Totale | Totale |
| Stagione              | Squadra               | Comp                  | Pres       | Reti       | Comp            | Pres            | Reti            | Comp               | Pres               | Reti               | Comp        | Pres        | Reti        | Pres   | Reti   |        |
| --------------------- | --------------------- | --------------------- | ---------- | ---------- | --------------- | --------------- | --------------- | ------------------ | ------------------ | ------------------ | ----------- | ----------- | ----------- | ------ | ------ | ------ |
| 2015-2016             | O. Marsiglia 2        | CFA                   | 8          | 0          | -               | -               | -               | -                  | -                  | -                  | -           | -           | -           | 8      | 0      |        |
| 2016-2017             | O. Marsiglia 2        | CFA                   | 15         | 0          | -               | -               | -               | -                  | -                  | -                  | -           | -           | -           | 15     | 0      |        |
| 2017-2018             | O. Marsiglia 2        | CFA                   | 4          | 0          | -               | -               | -               | -                  | -                  | -                  | -           | -           | -           | 4      | 0      |        |
| Totale O. Marsiglia 2 | Totale O. Marsiglia 2 | Totale O. Marsiglia 2 | 27         | 0          |                 | -               | -               |                    | -                  | -                  |             | -           | -           | 27     | 0      |        |
| 2016-2017             | O. Marsiglia          | L1                    | 0          | 0          | CF+CdL          | 0+1             | 0               | UEL                | -                  | -                  | -           | -           | -           | 1      | 0      |        |
| 2017-2018             | O. Marsiglia          | L1                    | 6          | 0          | CF+CdL          | 2+0             | 0               | UEL                | 6                  | 0                  | -           | -           | -           | 14     | 0      |        |
| 2018-2019             | O. Marsiglia          | L1                    | 31         | 1          | CF+CdL          | 0+0             | 0               | UEL                | 5                  | 0                  | -           | -           | -           | 36     | 1      |        |
| 2019-2020             | O. Marsiglia          | L1                    | 24         | 1          | CF+CdL          | 3+1             | 1+0             | -                  | -                  | -                  | -           | -           | -           | 28     | 2      |        |
| 2020-2021             | O. Marsiglia          | L1                    | 35         | 0          | CF              | 2               | 0               | UCL                | 5                  | 0                  | SF          | 1           | 0           | 43     | 0      |        |
| 2021-2022             | O. Marsiglia          | L1                    | 34         | 1          | CF              | 2               | 0               | UEL+UECL           | 5+7                | 0                  | -           | -           | -           | 48     | 1      |        |
| Totale O. Marsiglia   | Totale O. Marsiglia   | Totale O. Marsiglia   | 130        | 3          |                 | 11              | 1               |                    | 28                 | 0                  |             | 1           | 0           | 170    | 4      |        |
| 2022-2023             | Aston Villa           | PL                    | 24         | 0          | FACup+CdL       | 0+2             | 0+0             | -                  | -                  | -                  | -           | -           | -           | 26     | 0      |        |
| 2023-2024             | Aston Villa           | PL                    | 8          | 0          | FACup+CdL       | 0+1             | 0+1             | UECL               | 3                  | 0                  | -           | -           | -           | 12     | 1      |        |
| Totale Aston Villa    | Totale Aston Villa    | Totale Aston Villa    | 32         | 0          |                 | 3               | 1               |                    | 3                  | 0                  |             | -           | -           | 38     | 1      |        |
| Totale carriera       | Totale carriera       | Totale carriera       | 164        | 3          |                 | 14              | 2               |                    | 31                 | 0                  |             | 1           | 0           | 210    | 5      |        |

### Cronologia presenze e reti in nazionale
| Cronologia completa delle presenze e delle reti in nazionale ― Francia | Cronologia completa delle presenze e delle reti in nazionale ― Francia | Cronologia completa delle presenze e delle reti in nazionale ― Francia | Cronologia completa delle presenze e delle reti in nazionale ― Francia | Cronologia completa delle presenze e delle reti in nazionale ― Francia | Cronologia completa delle presenze e delle reti in nazionale ― Francia | Cronologia completa delle presenze e delle reti in nazionale ― Francia | Cronologia completa delle presenze e delle reti in nazionale ― Francia |
| Data                                                                   | Città                                                                  | In casa                                                                | Risultato                                                              | Ospiti                                                                 | Competizione                                                           | Reti                                                                   | Note                                                                   |
| ---------------------------------------------------------------------- | ---------------------------------------------------------------------- | ---------------------------------------------------------------------- | ---------------------------------------------------------------------- | ---------------------------------------------------------------------- | ---------------------------------------------------------------------- | ---------------------------------------------------------------------- | ---------------------------------------------------------------------- |
| 6-6-2022                                                               | Spalato                                                                | Croazia                                                                | 1 – 1                                                                  | Francia                                                                | UEFA Nations League 2022-2023 - 1º turno                               | -                                                                      | 62’                                                                    |
| 10-6-2022                                                              | Vienna                                                                 | Austria                                                                | 1 – 1                                                                  | Francia                                                                | UEFA Nations League 2022-2023 - 1º turno                               | -                                                                      |                                                                        |
| 13-6-2022                                                              | Saint-Denis                                                            | Francia                                                                | 0 – 1                                                                  | Croazia                                                                | UEFA Nations League 2022-2023 - 1º turno                               | -                                                                      | 46’                                                                    |
| 17-10-2023                                                             | Villeneuve d'Ascq                                                      | Francia                                                                | 4 – 1                                                                  | Scozia                                                                 | Amichevole                                                             | -                                                                      | 76’                                                                    |
| 18-11-2023                                                             | Nizza                                                                  | Francia                                                                | 14 – 0                                                                 | Gibilterra                                                             | Qual. Euro 2024                                                        | -                                                                      | 67’                                                                    |
| Totale                                                                 |                                                                        | Presenze                                                               | 5                                                                      |                                                                        | Reti                                                                   | 0                                                                      |                                                                        |